# لارنس آجیه
لارنس آجیه (انگلیسی: Lawrence Adjei؛ زادهٔ ۲۳ مارس ۱۹۷۹) بازیکن فوتبال اهل غنا بود.
از باشگاه‌هایی که در آن بازی کرده است می‌توان به باشگاه فوتبال اسپارتاک مسکو، باشگاه ورزشی هارتس آف اوک، و باشگاه فوتبال آرمینیا بیله‌فلد اشاره کرد.
وی همچنین در تیم ملی فوتبال غنا بازی کرده است.